# Hiroyuki Komoto
Hiroyuki Komoto (河本 裕之 Komoto Hiroyuki?), född 4 september 1985 i Kyoto prefektur, är en japansk fotbollsspelare.
Komoto började sin karriär 2004 i Vissel Kobe. 2012 blev han utlånad till Omiya Ardija. Han gick tillbaka till Vissel Kobe 2013. Han spelade 212 ligamatcher för klubben. 2015 flyttade han till Omiya Ardija. 